# Schizomeria serrata
Schizomeria serrata är en tvåhjärtbladig växtart som först beskrevs av Bénédict Pierre Georges Hochreutiner, och fick sitt nu gällande namn av Bénédict Pierre Georges Hochreutiner. Schizomeria serrata ingår i släktet Schizomeria och familjen Cunoniaceae. Inga underarter finns listade i Catalogue of Life.